# Duška Lah
Duška Lah, slovenska učiteljica in novinarka, * 9. junij 1960, Celje.
Končala je osnovno šolo in gimnazijo v Velenju ter diplomirala na 
pedagoški akademiji v Mariboru (smer razredni pouk). Po končanem študiju je poučevala na več osnovnih šolah v Velenju in na Osnovni šoli bratov Letonja Šmartno ob Paki. Dodatno se je izobraževala na Goethejevem inštitutu na Dunaju in na LSPIAR (London school in public relation) v Ljubljani. Vsa strokovna izobraževanja iz novinarstva je opravila na Radiotelevizija Slovenija. V letih 1995−2008 je delala kot samostojna kulturna delavka, najprej za Delo in mariborski Večer od 1995 pa za RTV Slovenija. Od leta 2008 pa je zaposlena na RTV Slovenija kot novinarka, komentatorka oziroma dopisnica iz Šaleške doline.